# Les Enfants du nouveau monde
Les Enfants du nouveau monde est un roman d'Assia Djebar paru en 1962. Il a été réédité en poche en 2012.

## Résumé
Le roman couvre les événements qui surviennent sur une seule journée, le 24 mai 1956 à Blida, dans les situations dangereuses qu'implique la guerre.